# اندیس چاه فراق
چاه فراق یک اندیس فلزی است که در حوالی شهر کلاته استان سمنان قرار دارد و مادهٔ معدنی موجود در آن، سرب و روی است.  